# Калінінський сільський округ (Жаксинський район)
Калі́нінський сільський округ (каз. Калининское ауылдық округі, рос. Калининский сельский округ) — адміністративна одиниця у складі Жаксинського району Акмолинської області Казахстану. Адміністративний центр — село Калінінське.
Населення — 566 осіб (2021; 906 у 2009, 1685 у 1999, 2776 у 1989).
Станом на 1989 рік існували Калінінська сільська рада (села Глібовка, Калінінське) та Калмаккольська сільська рада (села Бекпас, Калмаккольське, Мохове). Село Глібовка було ліквідоване 2006 року.

## Склад
До складу округу входять такі населені пункти:
| Населений пункт   | Населення, осіб (1989) | Населення, осіб (1999) | Населення, осіб (2009) | Населення, осіб (2021) |
| ----------------- | ---------------------- | ---------------------- | ---------------------- | ---------------------- |
| Бекпас, село      | 109                    | -                      | -                      | -                      |
| Глібовка, село    | 219                    | 126                    | -                      | -                      |
| Калінінське, село | 975                    | 657                    | 420                    | 230                    |
| Калмакколь, село  | 361                    | 288                    | 125                    | 59                     |
| Мохове, село      | 1112                   | 614                    | 361                    | 277                    |